# Preston Cloud
Preston Ercelle Cloud, Jr. (West Upton (Massachusetts), 26 september 1912 - Santa Barbara (Californië), 16 januari 1991) was een Amerikaans paleontoloog, geochemicus en geoloog. Cloud deed baanbrekend onderzoek naar het ontstaan en de vroege geschiedenis van de Aarde en het leven. Hij hielp mee aan de ontwikkeling van de geologische tijdschaal en was een pionier op het gebied van milieukunde en ecologie.

## Levensloop
Cloud groeide op in Waynesboro (Pennsylvania) waar zijn vader werkte als technisch tekenaar en ingenieur. Deze omgeving gaf hem een liefde voor de natuur en het buitenleven. Als kind bracht hij liever zijn tijd door in de padvinderij dan in school. Na zijn eindexamen in 1929 was hij drie jaar bij de United States Navy, in welke tijd hij uitblonk in boksen. Wegens de crisis van de jaren 1930 kon hij niet aan een universiteit studeren, maar hij volgde avondlessen in biologie en geologie aan de George Washington University in Washington D.C. en werkte overdag. Zijn geologieleraar, Ray S. Bassler, was ook curator in het US National Museum. Bassler hielp Cloud aan werk als preparateur op de paleontologische afdeling van het museum. Een andere curator, G. Arthur Cooper, hielp Cloud zijn eerste wetenschappelijke publicatie te schrijven, over Devonische brachiopoden uit Illinois. In 1937 behaalde Cloud zijn bachelorgraad en hetzelfde jaar kon hij aan Yale University gaan studeren. In 1940 promoveerde hij met een dissertatie over de systematiek van Paleozoïsche brachiopoden. Zijn promotor was de paleontoloog C.O. Dunbar. De Geological Society of America publiceerde zijn dissertatie in 1942 in de serie van special papers. Cloud ontmoette zijn eerste vrouw, Mildred Porter, tijdens zijn studietijd.
Cloud deed na zijn dissertatie geologisch veldonderzoek op het Canadese Victoria Island. Daarna gaf hij korte tijd les en zette zijn onderzoek naar brachiopoden voort. Tijdens de Tweede Wereldoorlog werkte hij voor de US Geological Survey, onder meer bij onderzoek naar mangaanafzettingen in Maine, bauxietvoorkomens in Alabama en Paleozoïsche carbonaatplatforms in Texas (de Ellenburger Group). In 1946 werd hij aangesteld als assistent-hoogleraar in de paleontologie aan Harvard University. Hij deed onderzoek naar de Cambrische explosie en noemde de plotselinge verschijning van veel nieuwe bouwplannen en phyla in het dierenrijk een "eruptieve radiatie". Cloud was een van de eersten die inzag dat het dierlijk leven tijdens de eerste 200 miljoen jaar van het Paleozoïcum in al zijn phyla uitsplitste. Hij raakte in Harvard echter teleurgesteld over het gebrek aan ondersteuning bij het opzetten van onderzoek en lessen. In 1948 keerde hij terug naar de Geological Survey. In dezelfde periode kwam een einde aan zijn eerste huwelijk.
Terug bij de Geological Survey werd Cloud uitgezonden naar Saipan, een eiland in het westen van de Grote Oceaan, om de geologie te bestuderen. Dankzij zijn ervaring met de Ellenburger kalksteen in Texas kwam hij tot het inzicht dat fossiele kalkriffen alleen aan de hand van hun moderne equivalenten begrepen kunnen worden. In 1955 en 1956 bracht hij tijd door op de Bahama's om de sedimentatie van kalk te bestuderen. Hij haalde de Geological Survey over om meer aandacht aan onderzoek naar de oceanen te besteden en begon het onderzoeksprogramma van de Survey naar mariene geologie. Op Saipan ontmoette hij zijn tweede echtgenote, Frances Webster. Het echtpaar kreeg drie kinderen. 
In 1961 werd Cloud hoofd van de faculteit voor geologie en geofysica aan de University of Minnesota. In 1965 kwam door scheiding een einde aan zijn tweede huwelijk, en in hetzelfde jaar vertrok hij naar UCLA in Californië om hoogleraar in de biogeologie te worden. In 1968 vertrok hij ten slotte naar de campus in Santa Barbara. Hier stichtte hij een laboratorium dat zijn naam draagt, en zich aanvankelijk richtte op micropaleontologie en het onderzoek van de maanstenen die de Apollo 11-missie terug naar de Aarde bracht. Het laatste leidde tot nieuwe inzichten in het ontstaan en de ontwikkeling van de vroege Aarde.
In Santa Barbara ontmoette Cloud zijn derde vrouw, de operazangeres Janice Gibson. Zij bracht uit een eerder huwelijk drie jonge kinderen mee die het paar samen opvoedde.
Halverwege de jaren 1950 raakte Cloud betrokken bij onderzoek naar het vroege leven. Hij was samen met Elso S. Barghoorn - die hij kende van zijn tijd in Harvard - een van de belangrijkste ontdekkers van microscopisch kleine fossielen in Precambrisch gesteente. Mede dankzij zijn bijdrages groeide in de jaren 1960 en 1970 het inzicht in de vroege evolutie van het leven op Aarde snel. Cloud zag in dat de biologische evolutie van het leven op de vroege Aarde beïnvloed werd door scheikundige en natuurkundige processen, en deed daarom ook onderzoek naar de ontwikkeling van de vroege atmosfeer en aardkorst. Dit bracht hem tot het inzicht dat de zuurstofcrisis tijdens het Proterozoïcum, veroorzaakt door biologische activiteit, op haar beurt weer de evolutie van complexe levensvormen mogelijk maakte. 
Preston Cloud was de bedenker van de naam Hadeïcum (Engels: "Hadean") voor het eerste tijdperk van de Aardse geschiedenis. Naast vele wetenschappelijke publicaties schreef Cloud ook een aantal populair-wetenschappelijke boeken voor een groter publiek, waarin hij de geschiedenis en ecologie van de Aarde en de toekomst van de mens beschreef.
Eind jaren 1960 raakte Cloud betrokken bij milieukundig onderzoek, dat in die tijd opkwam, met name de uitputting van niet-vernieuwbare hulpbronnen. Hij was voorzitter van een nationale adviesraad die een rapport schreef waarin de politiek werd gewaarschuwd voor de uitputting van minerale hulpstoffen en de gevolgen van de opwarming van het klimaat als gevolg van menselijke uitstoot van broeikasgassen. Hij hielp mee het onderzoek van zijn vriend Marion King Hubbert naar de bell curve in de productie van fossiele brandstoffen bekend te maken onder het publiek. 
Cloud ging in 1974 met emeritaat maar bleef de rest van zijn leven betrokken bij het onderzoek in Santa Barbara. Hij stierf in 1991 op 78-jarige leeftijd aan de gevolgen van ALS.
- Bibliothèque nationale de France: cb12482137w (data)
- CiNii: DA00697349
- Gemeinsame Normdatei: 116548207
- International Standard Name Identifier: 0000 0001 1482 755X
- Library of Congress Control Number: n86010476
- Nationale Bibliotheek van Letland: 000229250
- Bibliotheek van het Japanse parlement: 00436197
- Nationale Bibliotheek van Tsjechië: mub20221144635
- Nationale Bibliotheek van Israël: 987007279574005171
- Nederlandse Thesaurus van Auteursnamen: 07032039X
- SNAC: w69k4ck5
- Système universitaire de documentation: 14449647X
- Virtual International Authority File: 161734893
- WorldCat: E39PBJdWRqYDp9YghfRqPhkkXd